# オーギュスト・シャプドレーヌ
オーギュスト・シャプドレーヌ（フランス語: Auguste Chapdelaine,簡体字:马赖,繁体字:馬頼、1814年2月6日 - 1856年2月29日）は、パリ外国宣教会所属のフランス人カトリック宣教師。中国に宣教に来てから、間もなく殺害された。歴史上、「西林教案」または「広西教案」といわれる。

## 生涯
フランス・ノルマンディーの農村・ラ・ロシェル＝ノルマンド（la Rochelle-Normande、現・バス＝ノルマンディー地域圏マンシュ県）に生まれ、年少の頃は家で農作業を手伝っていた。彼は召命を感じ、両親を説得した後に修道院に入り、彼と比べて年の若い同級生と共に学んだ。年齢制限を超えてはいたが、彼の熱心さにより宣教活動に参加することが出来た。1843年6月10日に彼は司祭に叙階された。姉の葬式後に彼は家族に別れを告げ、1852年にパリ外国宣教会の派遣で、フランスを離れて中国広西省のカトリック宣教活動に加わった。
広州で暫く留まった後、1854年の春に貴州省の省都である貴陽に行った。12月に彼と盧廷美は広西省西林県の堯山村に赴き、当地の約300人のカトリック団体と会見した。1854年12月8日に彼は初めて当地でのミサを司式した。到着してから10日で西林県の官庁に16日間（一説によれば18日間）閉じ込められた。
個人的な脅迫を受けてから、彼は1855年初めに貴州を去り、同年12月に再び広西省に戻った。1856年2月22日に一名の新しい信徒の親戚がしきりに彼を告訴したが、当時役所は休暇中であった。2月25日、新任の知県（県知事）である張鳴鳳は逮捕令を出し、堯山のシャプドレーヌ神父と当地の何人かのカトリック教徒は捕らえられた。彼はまず重刑に遭って酷く殴られ、更に籠の中に立たされる罰を受け、小さな鉄籠の中に閉じ込められ、その籠は監獄の大門に吊るされた。最後に忍び難い苦しみを受けて死に、その遺体は斬首されて民衆に晒された。

## 政治的な結果
フランスの外交的な圧力下で張鳴鳳は免職となった。「馬頼神父事件」（または「西林教案」と呼ぶ）はフランスにイギリスの1856年から1860年までのアロー戦争（または第二次アヘン戦争）に介入する口実を与えた。戦争後に締結された天津条約の第13条はキリスト教徒に宣教と資産を保有する権利を与え、これにより西洋列強に中国社会に介入する別のルートを与えることとなった。

## 歴史的背景
西林教案は太平天国期間中に発生し、太平天国も正に広西省から蜂起が始まった。太平天国は「上帝を崇拝する教え」を信じ、その教えはキリスト教起源であった。清朝の役人は、キリスト教に対して非常に警戒し、厳重に備えていた。シャプドレーヌ神父は法を犯して国境を超えて広西省内地の奥の西林県に入り、大勢の人を集めて布教した。地方の役人はそれを組織的な造反であると誤解したので、逮捕されて事件の発生に繋がったのである。

## 肯定と論争
シャプドレーヌ神父は1900年に福者に挙げられた。百年後の2000年10月1日に、教皇ヨハネ・パウロ2世は彼とその他119人の17世紀から20世紀にかけて中国でカトリックのために殉教した人物を中国百二十聖人として、列聖した。
2000年9月26日から、中国の公式なメディアである新華社は新聞稿で回答を発表し、シャプドレーヌ神父等を非難して彼らは「重大な罪」を犯したと宣伝した。西林の人は当地の土匪 馬子農の悪行と彼を混同して論じ、両広総督葉名琛はすでにこのことを指摘していた。ただし、新華社の新聞稿は依然事実を誤って伝えたので、中国大陸外の中国人教会の多くの批判を引き起こした。他に河北省、山西省、陝西省等から来た聖職者および信者は、政治会議に参加させられ、列聖を批判した。彼らは席上である人が政府の立場に反駁し、官員と議論となったと述べた。